# Arno Münster (Autor)

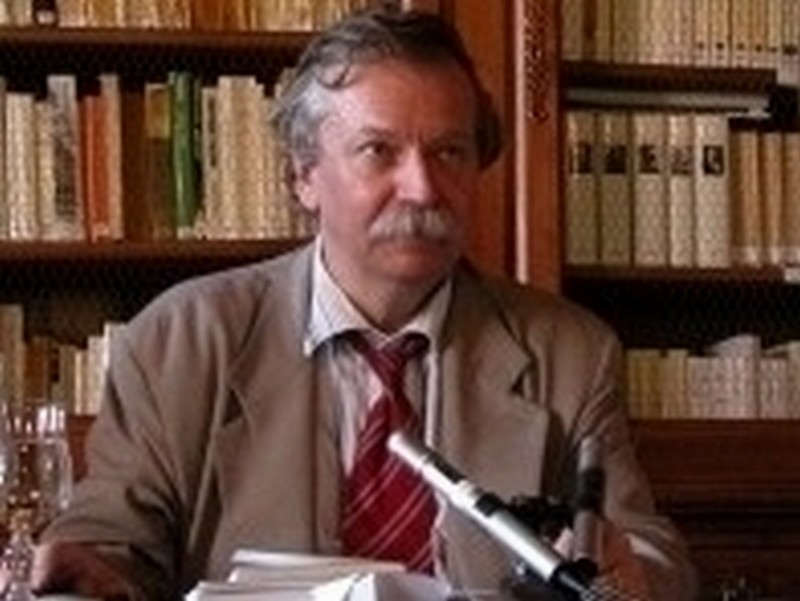
Arno Münster (Urheberrechte unklar, vor 2012)

Arno Münster (geboren 10. August 1942 in Strehlen, Niederschlesien) ist ein deutsch-französischer Soziologe.

## Leben
Arno Münsters Eltern wurden 1946 aus Schlesien vertrieben und er wuchs in Arzberg auf. Er studierte Philosophie und Romanistik in Tübingen, er lebte seit 1967 in Paris, 1985 erhielt er die französische Staatsbürgerschaft. Er wurde 1982 an der Universität Hannover in Sozialphilosophie promoviert und 1987 an der Sorbonne in Philosophie. Von 1986 bis 1989 war er Programmdirektor am Collège international de philosophie in Paris und war von 1990 bis 1992 in Rio de Janeiro tätig. Er lehrte von 1992 bis 2010 zeitgenössische deutsche Philosophiegeschichte und Sozialphilosophie an der Universität Amiens. Er ist Mitglied der Ernst-Bloch-Gesellschaft und der Groupe d'Etudes Sartriennes.
Schwerpunkte von Münsters Lehrtätigkeit und seiner Publikationen sind die Frankfurter Schule, der französische Existentialismus und das Werk von Ernst Bloch. Sein 2004 erschienenes Buch Ernst Bloch – eine politische Biographie wurde in mehrere Sprachen übersetzt. 2011 veröffentlichte er eine Autobiografie als Alt-68er. Münster lebt in Nizza.

## Schriften (Auswahl)
- Paris brennt : Die Mai-Revolution 1968. Analysen, Fakten, Dokumente. Vorwort Claude Roy. Fotos: Inge Werth. Heinrich-Heine-Verlag, Frankfurt am Main 1968.
- Chile, friedlicher Weg? : Historischer Bericht und politische Analyse. Wagenbach, Berlin 1972, ISBN 978-3-8031-1044-2.
- Trotzkis Theorie der permanenten Revolution. Luchterhand, Neuwied 1973, ISBN 978-3-472-77018-3.
- Der Kampf bei LIP. Arbeiterselbstverwaltung in Frankreich.  Rotbuch, Berlin 1974, ISBN 978-3-88022-111-6.
- Das Thema der Revolte im Werk von Jules Vallès : ein Beitrag zur Soziologie der Kommune-Literatur. München : Fink, 1974
- Portugal : Jahr 1 der Revolution; eine analytische Reportage. Berlin : Rotbuch-Verlag, 1975, ISBN 978-3-88022-139-0
- Argentinien, Guerilla und Konterrevolution : Arbeiterkämpfe gegen oligarchische Diktatur und Gewerkschaftsbürokratie. München : Trikont-Verlag, 1977, ISBN 978-3-88167-007-4
- Antifaschismus, Volksfront und Literatur : zur Geschichte der „Vereinigung Revolutionärer Schriftsteller und Künstler“ (AEAR) in Frankreich. Hamburg : VSA, 1977, ISBN 978-3-87975-107-5
- Utopie, Messianismus und Apokalypse im Frühwerk von Ernst Bloch. Frankfurt am Main : Suhrkamp, 1982
- Figures de l'utopie dans la pensée d'Ernst Bloch. Paris : Aubier, 1985, ISBN 2-7007-0395-2
- Pariser philosophisches Journal : von Sartre bis Derrida. Aufsatzsammlung. Frankfurt am Main : Athenäum, 1987, ISBN 978-3-610-00742-3
- Ernst Bloch, messianisme et utopie : introduction à une „phénoménologie“ de la conscience anticipante ; avec, en annexe, la dernière interview d'Ernst Bloch. Paris : Presses Univ. de France, 1991, ISBN 2-13-042475-9
- Nietzsche et le nazisme. Paris : Ed. Kimé, 1995, ISBN 2-84174-018-8
- Progrès et catastrophe, Walter Benjamin et l'histoire : réflexions sur l'itinéraire philosophique d'un marxisme „mélancolique“. Aufsatzsammlung. Paris : Ed. Kimé, 1996, ISBN 2-84174-036-6
- Le principe dialogique : de la réflexion monologique vers la pro-flexion intersubjective ; essais sur M. Buber, E. Levinas, F. Rosenzweig, G. Scholem et E. Bloch. Aufsatzsammlung. Paris : Ed. Kimé, 1997, ISBN 2-84174-083-8
- Le principe „discussion“ : Habermas ou le tournant langagier et communicationnel de la theorie critique. Aufsatzsammlung. Paris : Ed. Kimé, 1998, ISBN 2-84174-134-6
- Nietzsche et Stirner : enquête sur les motifs libertaires dans la pensée nietzschéenne. Suivi de Nietzsche-immoraliste? : études sur la „Généalogie de la morale“. Paris : Ed. Kimé, 1999, ISBN 2-84174-164-8
- L' utopie concret̀e d'Ernst Bloch : une biographie. Vorwort André Tosel. Paris : Ed. Kimé, 2001, ISBN 2-84174-238-5 (überarbeitet 2009)
  - Ernst Bloch. Eine politische Biographie. Berlin : Philo, 2004 (überarbeitete Fassung 2012)
- Heidegger, la "science allemande " et le national-socialisme : suite d'une polémique. Paris : Ed. Kimé, 2002, ISBN 2-84174-280-6
- Adorno : une introduction. Paris : Hermann, 2009, ISBN 978-2-7056-6823-5
- Principe responsabilité ou principe espérance? Lormont : Bord de l'Eau, 2011, ISBN 978-2-35687-095-7
- Leben als Widerstand : von Strehlen nach Paris ; Autobiografie (Erinnerungen) eines Alt-Achtundsechzigers ; geschrieben in Paris von März 2008 bis März 2009 – durchgesehen, verbessert und ergänzt im Februar 2010. Berlin : Deutsche Literaturgesellschaft, 2011, ISBN 978-3-86215-098-4
- André Gorz ou le socialisme difficile.
- André Gorz oder der schwierige Sozialismus : eine Einführung in Leben und Werk. Zürich : Rotpunktverlag, 2011, ISBN 978-3-85869-461-4
- Utopie – Emanzipation – Praxis : sozialphilosophische Interventionen ; Adler – Bloch – Bourdieu – Habermas – Proudhon – Sartre – Stirner. Aufsatzsammlung. Berlin : Kramer, 2013, ISBN 978-3-87956-372-2
- Utopie, écologie, écosocialisme : de l'utopie concrète d'Ernst Bloch à l'écologie socialiste. Paris : Harmattan, 2014, ISBN 978-2-343-00341-2
- Espérance, rêve, utopie dans la pensée d'Ernst Bloch. Paris : L'Harmattan, 2015, ISBN 978-2-343-05173-4
- La réprobation de l'Allemagne : ou les vraies raisons du nouveau ressentiment anti-allemand : quel avenir pour l'Europe? Paris : L'Harmattan, 2016, ISBN 978-2-343-08100-7
  - Angst vor Deutschland : Ursachen und Hintergründe der neuen Germanophobie, welche Zukunft für Europa? Würzburg : Königshausen & Neumann, 2017, ISBN 978-3-8260-6297-1
- Ernst Bloch et les XI thèses de Marx sur Feuerbach : cinq conférences. Paris : Éditions Delga, 2018, ISBN 978-2-37607-139-6
- Der junge Horkheimer. Ein Essay zum 50. Todestag des Begründers der Frankfurter Schule. Karl Alber, Baden-Baden 2023, ISBN 978-3-495-99682-9.